# كاغيسو لوديغا
كاغيسو لوديغا (بالإنجليزية: Kagiso Lediga)‏ (مواليد 6 مايو 1978)، هُو كوميدي ومُمثل ومُخرج جنوب أفريقي.

## وصلات خارجية
- كاغيسو لوديغا في قاعدة بيانات الأفلام على الإنترنت